# الهندسة المعمارية لحضارة الإنكا

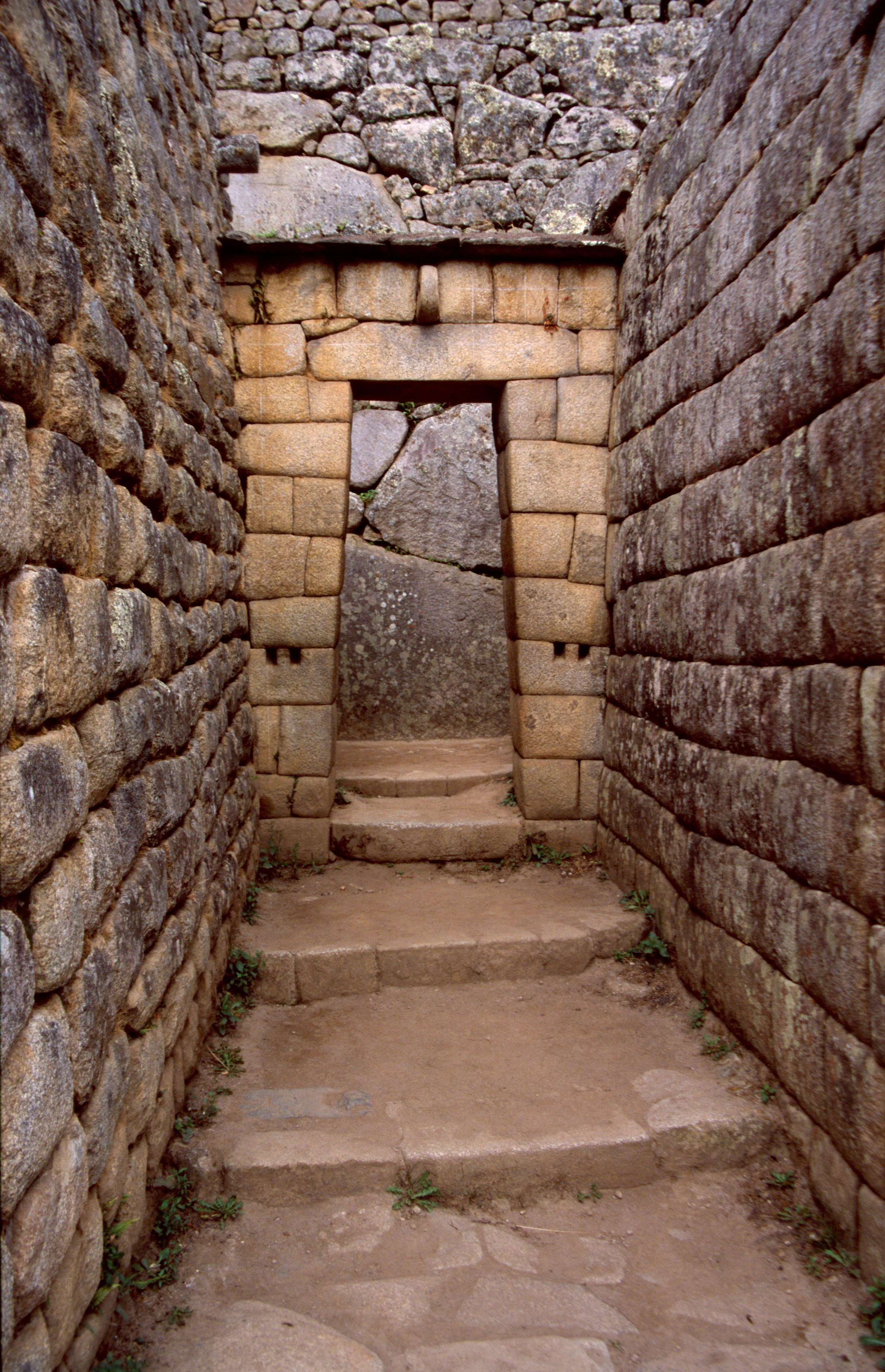
باب للإنكا في شكل شبه منحرف متساوى الساقين والذي يُعد من أهم و أبرز خصائص الهندسة المعمارية لحضارة الإنكا

أُسّست الهندسة المعمارية لحضارة الانكا على ثلاثة مفاهيم رئيسة وهي الحساسية والفائدة والبساطة، كما كان «القليل هو الكثير» هو مبدأ المفهوم الاساسى للهندسة المعمارية لحضارة الانكا.
إن شكل شبه المنحرف المتساوى الساقين هو أكثر الاشكال البسطية المهيمنة على الهندسة المعمارية لحضارة الانكا والذي أستُخدم بشكل أنيق ورائع، فالمحاريب على الابواب والنوافذ والجدران الموجودة في شكل شبه المنحرف المتساوى الساقين تظهر في أبنية الانكا بكافة أنواعها كما يُستخدم المزيد من هذا الشكل في كل مكان لم يتأثر بالفائدة.
المياه ويقصد بها المزاريب المسكوبة بخرير وزبد كانت أحيانا تُزيّن بالاحجار المشابهة للزينة المزخرفة وأحيانا وعلى الرغم من كونها غير ضرورية فانها كانت ترتبط بأحواض الاستحمام أو بعناصر لاحقة للقنوات الصخرية المعقّدة.
ومن الوقت للاخر سيكون من الممكن أن يُطلق على صنبور أخر من الصنابير أمر غير ضرورى الا إنه كانت تُنشأ الشلالات والزخارف لإضفاء ديكور جميل وأنيق.
تناول الانكا شكل الماء وهيئته كعنصر تصميم معمارى كما استمتعوا بإظهار كافة مهاراتهم على اعلى مستوى على هذا السائل المعروف بمصدر الحياة.

## المواد الخام والمشغولات الحجرية وأساليب الإنشاء
أستخدم الانكا في مبانيهم الاحجار كالجرانيت أو الحجر الجيرى الذي يمكن العثور عليه بالمنطقة لكن وبسبب عدم وجود مصدر في بعض المناطق ظلوا يحضرون الاحجار من مسافات بعيدة. مثال على ذلك لانشاء قلعة ومجمع معابد في مكان كقرية Ollantaytambo أضطروا إلى تقطيع كتل صخرية كبيرة في أحد حواف وادى Urubamba وانزالهم من الجبال إلى الاسفل ثم تمريرهم من نهر Urubamba واخراجهم من منحدر بنائى طويل جدا.
وعلى الرغم من عدم وجود معرفة كلّية لكيفية نحت الانكا للصخور بهذا الشكل بدون حديد فانه يُعتقد بأن الصخور تم تقطيعها وتشكيها باستخدام آلات حجرية، ومن الممكن أنهم أستخدموا أيضا آلات من البرنز والنحاس لكن أضعف هذا الاحتمال كون الاحجار التي أستخدمها الانكا بركانية بوجه عام.

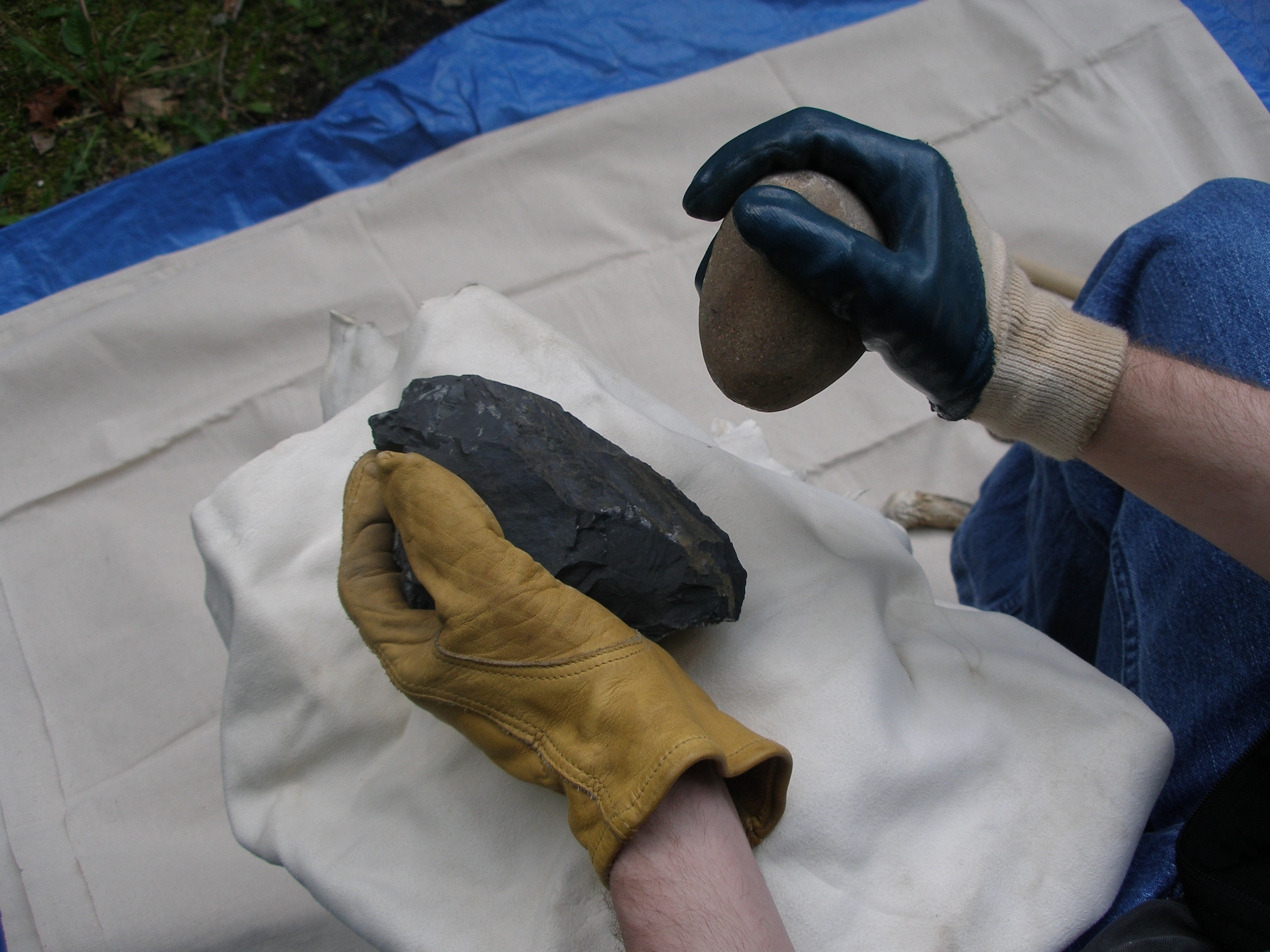
مثال على تشكيل الحجر بمساعدة حجر المطرقة

وبشكل ما وفي مدينة Cusco فان الثقوب الصغيرة المصفوفة في صخر تُرك شقه أثناء عملية التقطيع وعلى الرغم من كونها مؤشر على تقطيع الصخر باستخدام آلة معدنية فان هذه الحالة تُظهر أكثر العملية التالية لمجئ الغزاة الاسبان.كما أن معظم الجدران الموجودة بمدينة Cusco أنشأها عمال المحاجر من الانكا الذين وظّفوا لانشاء أبنية القوى الاستعمارية والجدران المزخرفة بالصخور المشابهة لاّشكال التي لا صله لها بثقافة الانكا كالحجر على شكل أفعى الموجود في العديدة من المبانى التاريخية في Cusco هي أفضل اثر على هذا.
يُعتقد أن الانكا قسّموا الكتل الصخرية مستخدمين خناجر خشبية ثُبتت على الصدوع.كانت تبُلّلت الخناجر الخشبية المثبّتة باحكام على الصدوع وبهذا الشكل وبعد الانتظار لفترة تتوسّع الاخشاب وتقسم الكتل الصخرية، حيث كان لدى الانكا مهام صعبة كفصل القطع الصخرية الكبيرة عن الكتلة الأم إلى ان توصلوا إلى الافران الحجرية الموجودة على مقربة من مدينة Ollantaytambo .لكن يُحتمل انهم في أحد المرات وعند فصلهم للقطعة اللازمة من الحجر الام طرقوها بحجر المطرقة وشكّلوها، ومن الممكن أنه صُدف اثر هذه الطرقات على العديد من الأعمال الحجرية للانكا.
وبمرور الزمان بالتجارب التي أُجريت فقد أُثبت أن الاحجار بالطرقات المطروقة باستخدام حجر المطرقة الصغير من الممكن أنها شُكّلت بهذا الشكل القريب للأملس ، قفد كان الانكا يستطعون ثقب الكتل الصخرية ويصنعون التجاويف واحيانا أيضا الشعوب.لكن لا قدرتهم على ثقب الصخور ولا قدرتهم على تشكيل الصخور بشكل رائع كانا السبب الاساسى لقبولنا اياهم ابطال للعالم في المشغولات الحجرية بل أن سبب هذا يكمن في ربطهم الصخور التي شكّلوها في شكل مختلف ومثير جدا ربطهم ببعضهم البعض باتقان لا يُصدّق، كما كانوا يثبّتون الاحجار بشكل حساس وأملس لدرجة أنه كان يستحيل حتى غرز شفرة في الفواصل.ومن أفضل الامثلة على هذا الحجر ذو الاثنا عشر زاوية المشهور والموجود في مدينة Cusco ، أمّا بشأن باى نوع من الآت وباى تكنولوجيا صنعوا هذا القدر الحساس من الدقة فهذا لا يزال سر لم يُحلّ بشكل كلى إلى يومنا هذا.
ان الطوب اللبن والطابوق المصنوع من الطين المجفف في الشمس هما أحد المواد الخام التي استخدمها الانكا اثناء انشائهم للمبانى والجدران، فاثناء صناعة الطوب اللبن كانوا يختارون أنسب تربة وبوجه خاص التربة الطينية ويخلطوها بالتربة العشبية الخاصة بمنطقة And والتي سُميت ب Ichu حتى أنهم في بعض الحالات الخاصة كانوا يخلطوا صوف حيوان الاما أو الألبكة Alpaca وتُخلط كل هذه المواد الخام بالماء وتُنتج طين كثيف ويُضع في قالب مستطيل الشكل ويُترك في الشمس حتى يجف.ولا يزال السكان المحلّيون لمنطقة And يستخدمون الطين اللبن ذو المميزات الكبير من ناحية الحرارة بوجه خاص لا يزالون يستخدمونه كأنسب ماده خام للإنشاء.

### أساليب شُغل الجدار والحجر
اقتُرحت العديد من الفرضيات لتفسير التمكن من شرح مهارات الإنكا في حبك هذا الجدار العظيم وأساليب وضع هذا الحجر الدقيق في مكانه.
و قد تعقب (ج.ب.بروتزين J.-P. Protzen) عام 1986 النظرية التي أعلنها (هـ.بينجهام H. Bingham) عام 1913، وقد قال ان الإنكا صنعوا هذه الجدران المطرّزة بضرب الصخور بالمطارق المصنوعة من أحجار الكوارتز.
أما (م.ك.جيسوب MK. Jessup) عام 1934 و (د.جوتز D. Goetz) عام 1942 قد اقترحوا طريقة التلميع ونوع الطحن مستخدمين الرمل والماء. وقد اقترح (بينجهام Bingham) وما بعده (إ.فرانك E. Frank) عام 1980 ان الأحجار تتشكل بالأسافين الخشبية، والمعادن، مع توسيع "vermikülit" الخسى الساخنة بخفضها أو استخدام المياه المجمدة. أما عن (د.إ.أرنولد Arnold D. E) وهو باحث أخر فقد اقترح استخدام الأحماض العضوية عام 1983.

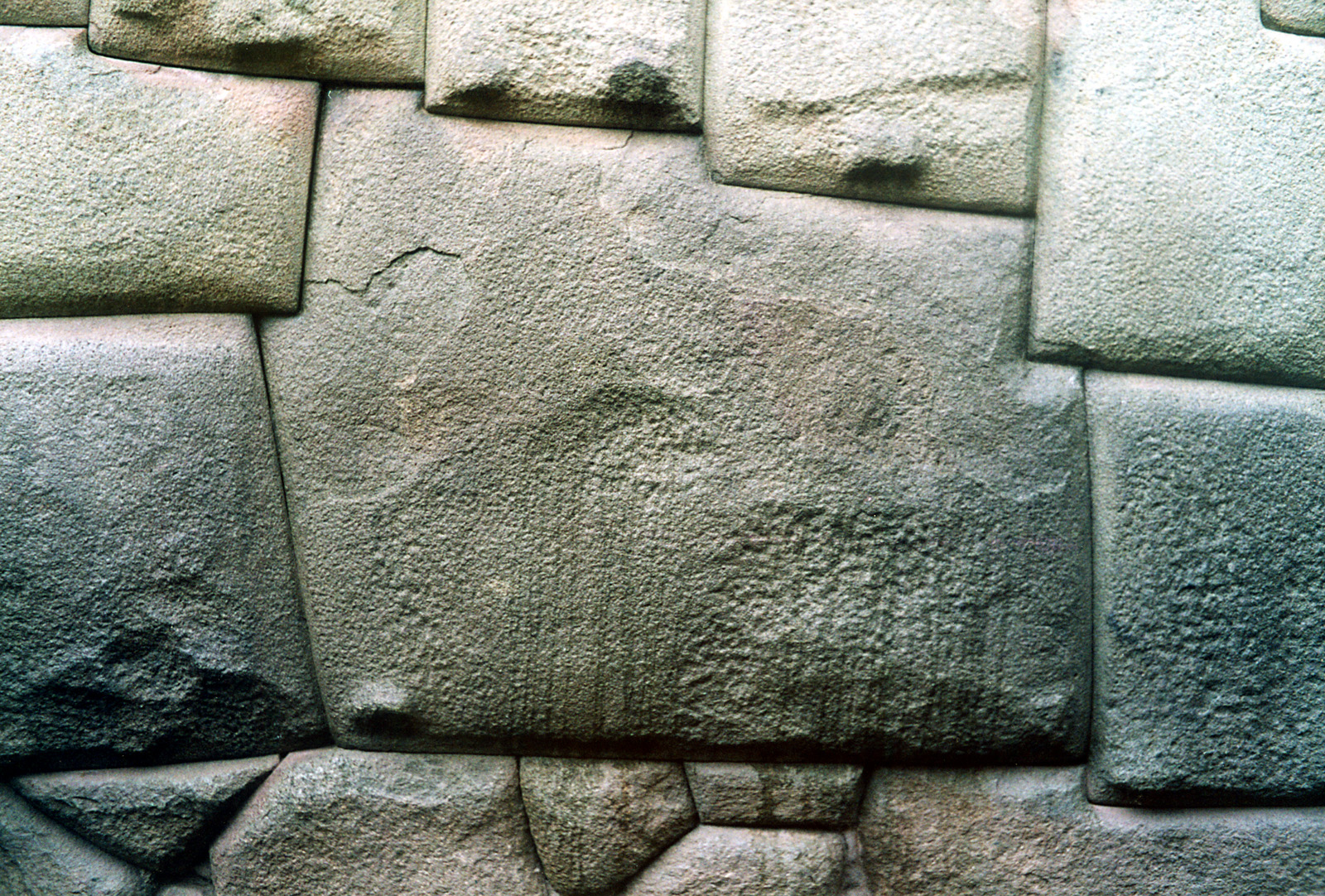
مثال على المشغولات الحجرية الرائعة لانكا : صخر شُكّل في هيئة ذى الاثنى عشر زاوية

### الأطروحات
قد اقترحت مجموعة متنوعة واسعة من الأطروحات التي صنعها الإنكا وكيفية صنع الحجر بطريقة ممتازة. وبعض منهم يُسرد فيما يلى.

### الطَرق
قد اقترح (بنجهامBingham) هذه الطريقة عام 1913 ويضاً (بروتزينProtzen) عام 1986 .
و في هذه الطريقة، يضرب بحجر المطرقة الهيكل الأصعب منه إلى قطعة الصخر إلى أن يُعطى الشكل المطلوب.

### الطحن والتلميع(التنعيم)
قد اقترحها (جوتزGoetz) عام 1942 . وفي هذه الطريقة، يُعطى شكل معين لصخر مصنوع بالطحن فوف صخر (النافىnevi) مع الرمال المتكونة من جسيمات كبيرة مختلفة التي في ودائع النهر والتيار. وبعد ذلك يُعطى اللمعان بالرمال الناعمة أيضاً.

### طريقة الإسفين
قد اقترح هذه الطريقة (بنجهامBingham) عام 1913 و (فرانك Frank) عام 1980 . وبهذه الطريقة، توضع الأسافين الخشبية في التجاويف التي في الصخور، وبعد ذلك يتضخم الوتد المغمور وبالتالى يسمحون بانقسام الصخور.

### المعالجة الكيميائية
وقد اقترحت هذه الطريقة بواسطة (أرنولدArnold) عام 1983. يُعد محلول مائى مع الأحماض العضوية الموجودة في الطبيعة، وينتظر حتى وقت محدد مناسباً لمقدار معين لتطبيقها على الصخور المطلوب تجهيزها. وفي نهاية هذه العملية، تكون الأحجار قد تشكلت.

### الحرارية (ليزر) والتجهيز
و قد اُقترحت في هذه الطريقة ن الإنكا أرادوا تجميع أشعة الشمس مستخدمين مرايات ذهبية عملاقة تمركزت فوق الصخور بحيث يمكنهم عمل حفر الصخور بالليزر على نحو سلس ودقيق.

### الإشارة بالرسم وطريقة يونتا
و قد اقترح هذه الطريقة المهندس المعمارى (ر.لى فينسنت Vincent R. Lee)عام 1987. ويقول أن الإنكا تتكيف على الصخور المستخدمة في ربط زوايا جذوع البيوت الخشبية بأسلوب متشابه. وفي هذه الطريقة، يُحجز الشكل المتبقى معلقاً في الهواء فوق الحجر الذي سيوضع فوقه الحجر المطلوب تشكيله.
ووفقاً لشكل سطح الحجر العلوى فسيثبت فوق سطح الحجر السفلى المعلق وهو نوع من أدوات النحت نُحت في شكل قالب.
في عام 1995 أجرى (فينسنت لىVincent Lee)هذه الطريقة بتطبيق مجوعة أحجار حديثة يقودها الحجر المحتَرف ويتم تثبيته، وهذا الشئ الذي جعلها مختلفه عن كل الطرق المذكورة أعلاه. ومع ذلك فثُبت كذلك ان اياً من الطُرق المذكورة لا تكون قاطعة ولا تُرفض أيضاً. هذه الجدران الرائعة ومهارات الأبنية الحجرية التي تستخدمها الإنكا في حضارتها المعمارية بهذا الإنجاز الشكلى والأسلوبى لا تزال لغزاً دون حل إلى اليوم. وبغض النظر عن الطريقة التي يتم استخدامها فمن الواضح انها وظيفة تتطلب الكثير من الجهد والوقت.
و بالتالى، فأحياناً ليس من المؤكد عند وضع الحجارة على جدران الإنكا أن يتم الاعتناء بأسطح الجدران المتصلة مع بعضها، ففى الحقيقة إنها ليست مهمة.
و في الغالب لتوفير القوى العاملة، ترتبط فقط السطوح الحاملة على وجه التحديد ببعضها البعض، في حين أن الأسطح الرأسية الأخرى لا تكون حساسة بقدر ما وضعت بضعة سنتيمترات، وامتلأت وتصححت الثغرات المتبقية في الفرق مع الهاون.

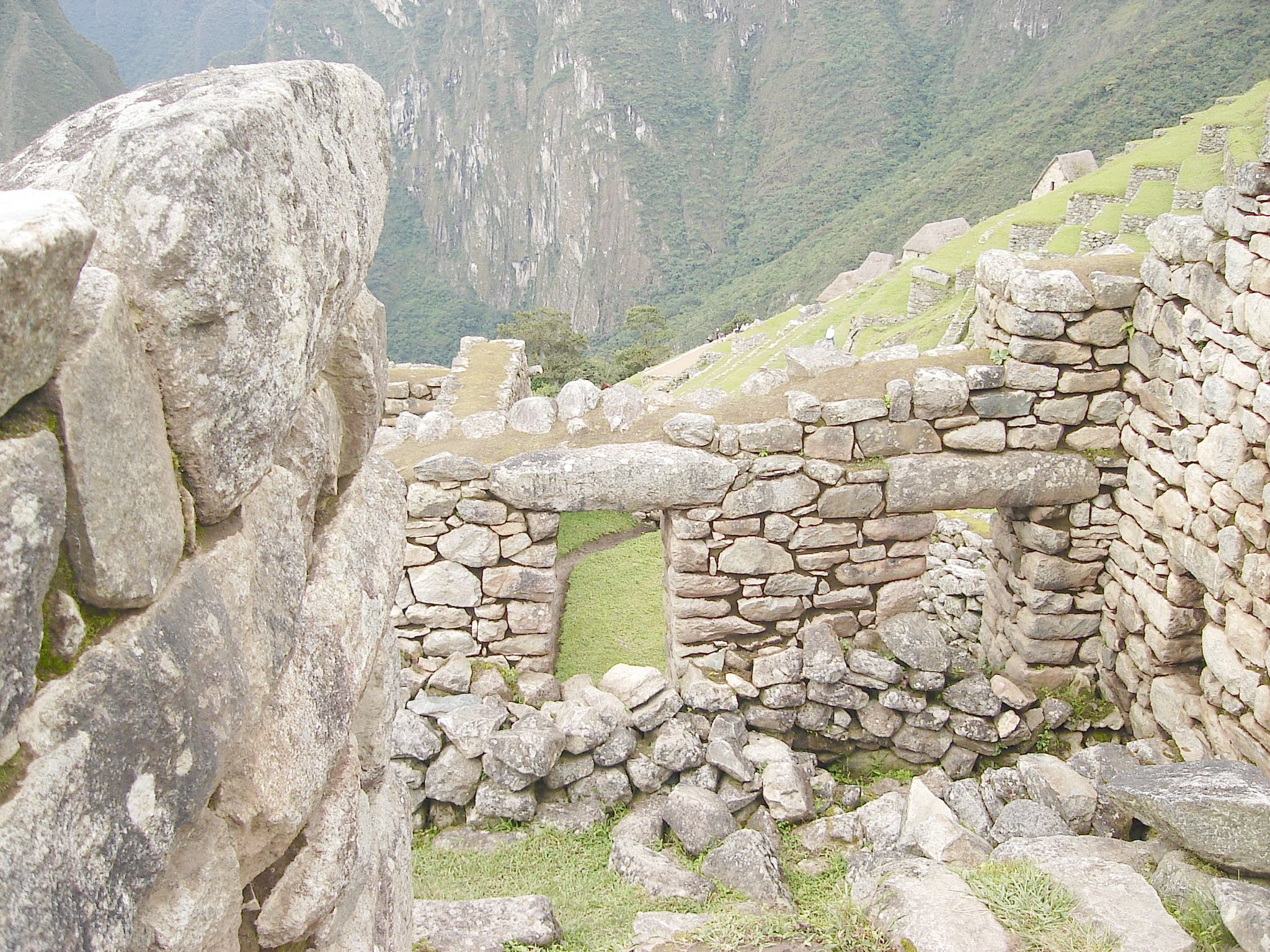
مثال على جدار لانكا أُنشأ باستخدام طين البناء

## الجدران
من أجمل الامثلة على المشغولات الحجرية الجدارية للانكا جدران المعابد وهي المبانى التي أعطوها الكثير من القيم، فقد نُحتت هذه الجدران باتقان وبميل إلى الداخل وكلما أتجهنا صوب الصفوف العليا نجد انها كانت تُصنع من الصخور الناعمة وبهذا الشكل كانت تُنشأ الجدران وتُمنح قيمة جمالية وكذلك قدرة تحمّليّة. أمّا الهدف الاساسى من البناء بهذا الشكل كان تكوين مبنى أكثر متانة ضد الزلازل، فعلى الرغم من أن منطقة And منطقة زلازل وعلى عكس الابنية التاريخية الحديثة التي أنشأها الأسبان في المنطقة أستطاعت ابنية الانكا الوصول إلى يومنا هذا بدون انهيارات لمئات السنين.ففى حقيقة الأمر أكثر الابنية الأسبانية متانة تلك التي أُنشأت على جدران الانكا.
وكما سيُشاهد (أقدس المقدسات) في Coricancha الموجود بمدينة Cusco فان الاسطح الداخلية لهذه الجدران كانت عمودية وبمرور الوقت أتسعت قواعد هذه الجدران الرقيقة والمرتفعة بالنسبة لأسطح السقف.

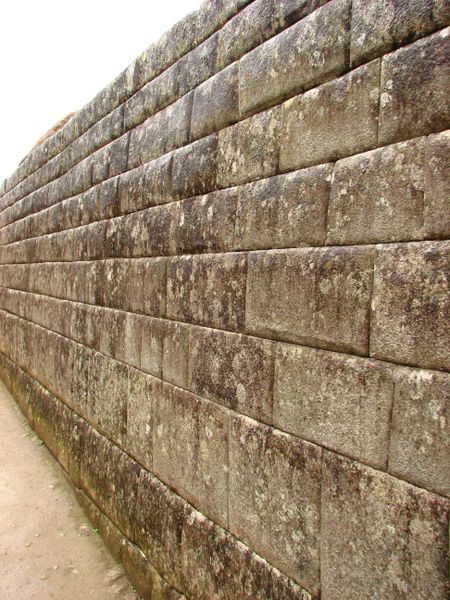
أحجار أحد جداران الانكا عُلجت بمهارة وتشبه الوسائد الصغيرة

أمّا التقنية الأخرى للجدران والتي تظهر بالقصور التي أُنشأت لحكّام الانكا فهى تجميع كتل الصخور التي قُطّعت كقطع الاحجوبة بطرق غير اعتيادية مع بعضها البعض بشكل حساس لدرجة مدهشة دون أستخدام طين البناء. كتلة من الكتل الصخرية الضخمة بقلعة Sacsayhuaman الموجودة أعلى Cusco تزن مايزيد عن مئة رطل وفي وضع كهذا ولضمان هذه الحساسية الموجودة في تثبيتهم يُنظر لسلامة جمع تام وسوىّ في التجميع الأول كضرورة ملحّة. لان تكنولوجيا العصر الذي أنشأوها فيه لم تمتلك القوة الكافية لرفع وانزال كتل صخرية بهذا الثقل عدّه مرات.
لاتمتلك كافة أبنية الانكا مشغولات حجرية رائعة بهذا الشكل، فالابنية ذات الاهمية الاقل كانت قد أُنشأت باستخدام الحجر العادى والطين ويسمى هذا النوع من الانبية بالابنية على طراز ال Pirca «الحائط الجاف».
وعلى الرغم من أن نحت حجر الجدار من كتل صخرية كبيرة بشكل جيد يستغرق فترة طويلة بالنسبة لبنّاء انكا ماهر فان الأنكا كانوا يحتاجون إلى الكثير من القوة العاملة والوقت لانشاء هذه الجدارن الرائعة.وعلى الرغم من عثور الإكوادور على احجار الانديسايت المناسبة على مقربة من Tomebamba فيقد أجمعت التحليللات الجيوكيميائية التي قام بها Dennis Ogburn على جدران الأنكا أن 450حجر الجدار الموجودة في الابنية الامبراطورية الخاصة ب Wayna Qapaq والموجودة في (Cuenca حاليا) Tomebamba تم احضارهم من منطقة Rumiqolqa التي تبعد عن الاجزاء العليا للبلاد على الاقل 2500 كم.كما أوضح Ogburn أنه ينبغى ادراك ان هذا الوضح كان رمزا على قوة إمبراطورية الانكا من ناحية ومن ناحية أخرى كان نقل رمزى للسلطة من عاصمة الانكا إلى مدينة Cuzco الجديدة شمال Wayna Qapaq ، وكتب Cristóbal de Mena أن في الفترات الأولى من احتلال بيرو أطلق على ملك الانكا (Waskar (Huascar اسم Cuzco وبالتالى فان الجمع بين الملك والعاصمة في جسد واحد كان امرا رمزيا.
وأتفق كلا من ستيفن هيوسن وتوم كيومنز على أن مركز إمبراطورية الانكا الموجود في نظرية Tawantinsuyu بالأسم الذي منحها اياه الانكا لم يكن فقط الموقع الجغرافى لكوزو بل بالعكس من ذلك فان الجسم الحي لملك الأنكا يعني مدينة كوزكو ويعني أيضا ملك الإنكا الحاكم للمدينة.وكنتيجة فان السبب الذي يكمن وراء احضار كتل صخور المبانى الامبراطورية التي ستُنشأ من.. المقدسة إلى اماكن تبعد مئات الكيلومترات هو دلالة هذه الصخور على رمزية جثمان الملك الموجود في المدينة المقدسة.وبوجه عام تم بناء المعابد والقصور على أساس مستطيل وتكوّنت من طابق واحد، فالمعماريو الانكا كانوا اولا يضعون نموذج للبناء الذي سيتم انشاءه ثم يضعون خطة بأفضل بناؤا هذا النموذج.بعض الجدران شُكّلت أحيانا من كتل صخرية غبر منتظمة ومتعددة الاوجه ووُضعوا بجوار بعضهم البعض في شكل رائع، وأحيانا أخرى شُكّلوا من كتل صخرية مستطيلة مكونة اطارات منتظمة الأسطح وكانت الاسطح الخارجية لهذه الكتل والمحدّبة قليلا تشبه الوسائد الصغيرة.

## الأبواب والنوافذ

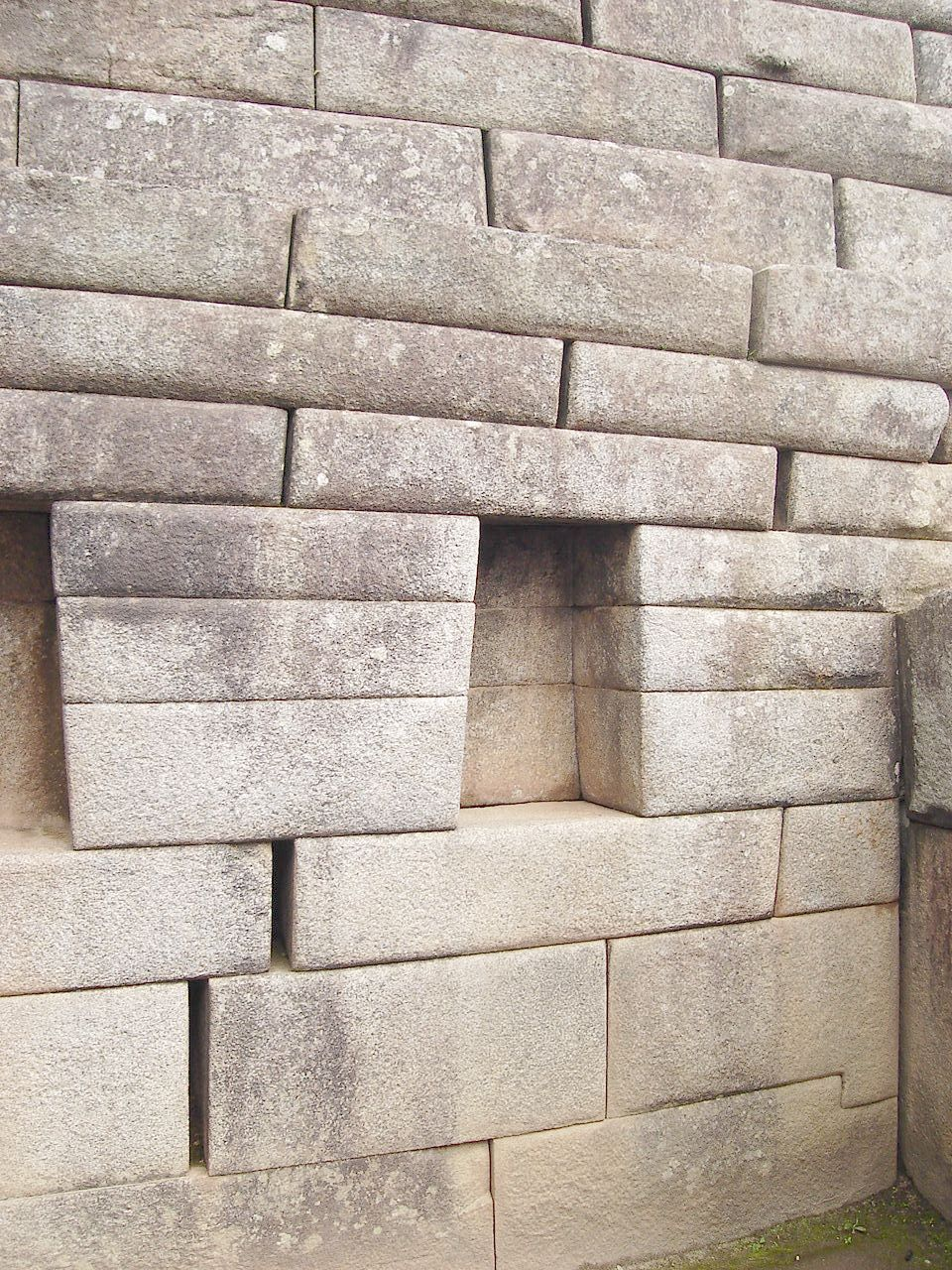
المحاريب التي بجدران الانكا

أبواب الإنكا والنوافذ والجدران على شكل المحاريب شبه المنحرفه. وتسمى الأبواب الأكثر زهواً بالأبواب مزدوجة الدعامة. هذا النوع من لأبواب الداخلية يوجد به أكثر من طرف أخر مصنوع من دعامتين وأحياناً ثلاثة. وفي الغالب تكون الدعامة الداخلية هي نوع من عنصر التصميم أٌنجزت لتوضح أن الباب يُزود بمكان مهم وهو المدخل، مثل: القصور والمعابد. وفي بعض الحالات يُستخدم مثل هذا الزوج من الدعامة من أجل إغلاق الباب وتعلق لوحة على دعامة الباب الداخلية.و المقابض على شكل حلقة مُقعّرة بكتل حجرية بجانب ابواب الانكا وما يشابها من تجويفات استخدمت من اجل الحفاظ على الابواب الخشبية. فحلقات الحجر المنحوت البسيطة تكون موضوعة على جانبى الابواب للإشارة بهدف وضع عصاة من اجل اغلاق الممر للإشارة إلى منطقة مغلقة أو ما يشابه ذلك حيث يمكن استخدامه لوضع حاجز نموذجى.و على الرغم من عدم التمكن من الوصول إلى هذا اليوم منذ 1500 سنة لسبب انهيار الباب الخشبى للانكا، فانه بفضل تجسيد مختلف على جانب بعض الابواب المغلقة والمعروفة أيضا باستخدام الوسائل المختلفة لغرض عقد اجزاء الباب الحقيقية. والمثال الأكثر وضوحاهو وضع حجر على كلى جانبى المنافذ والحلقة فوق ممر الباب وتحتجز اثنين من الالواح من (ماتشو بيتشو) التي تقع في المدخل الرئيسى للاسطوانات الحجرية. فهذا الباب هو في جدار القصر الملكى الرئيسى ‘ وهو باب لاغراض الدفاع فعند الضرورة يمكن ربطه بالحبال أو يمكن دعمه بالاوتار الثقيلة والسميكة.
تصنع النوافذ بالاحجار التي عولجت بطريقة مناسبة للتمكن من تكوين المنحرف متساوى الساقين ومقطعا بانحناء لطيف الذي يواجه السطوح إلى الداخل وتستخدم حجارة طويلة من اجل العتابات العلوية. وتوجد هذه النوافذ التي صُنعت بالصخور العملاقة مثلها موجود في المعبد مع ثلاث نوافذ في (ماتشو بيتشو).

## الماسمات أو الوايرونات
وُجد 3 حوائط فقط الموجودة في (ماتشوبيتشو Machu Picchu) وفي أماكن أخرى من أطلال الإنكا ويسمى الجانب المفتوح بالمبنى الماسمه أو الوايرونه. ويُدعم سقف هذا البناء بالأعمدة التي في جوانب الجدار. وقد فُهم من تجويف هذه المرحلة الموجودة في محاذاة مكان جدار الوايرون الجانبية.

## قصور الكانشا والإنكا
الكانشا هي عنصر حضارة الانكا الأساسى. فالكانشا بالتركية تقرأ هكذا كانتشا (kança). كانتشا هو الاسم الذي يطلق على كل الغرف المصنوعة من أجل الأغراض المتنوعة الموجودة حول الفناء المركزى. وقد تكون المنزل من مزيج من بعض الهوك لبناء الهياكل المعمارية لهذا الغرض. قصر للإنكا يدعى «خاتون كانشا» (الوركين الكبير) وجميع القصور الأخرى الأكثر انتباهاً، وأفضل المكونات تكون إحدى منشأت الكانتشا.

## السلالم

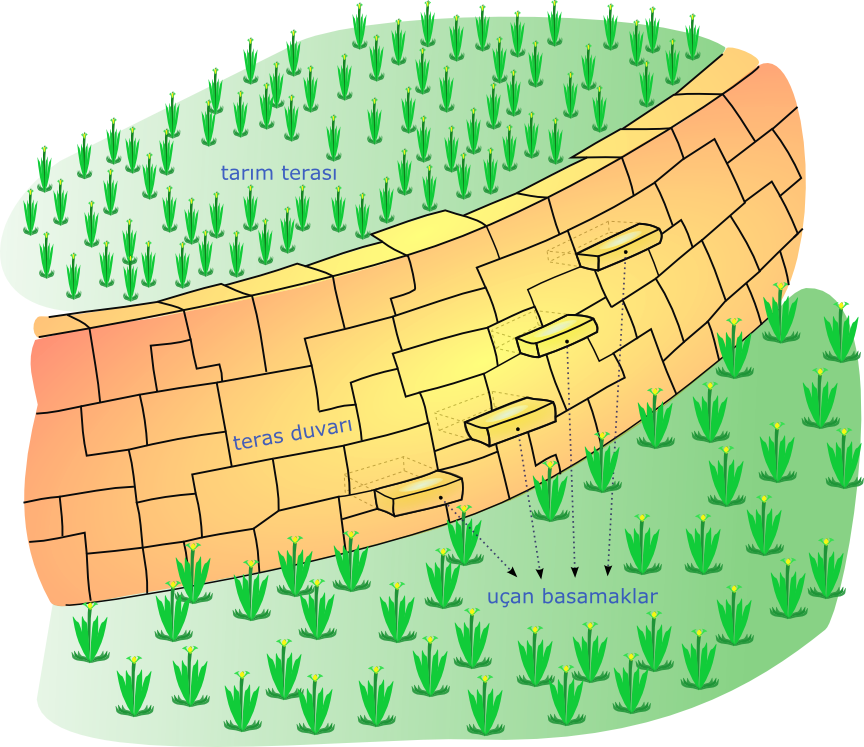
رسم يوضح شرفات زراعة الانكا و الدرجات الطائرة الموجودة على جدار الشرفة

عند الاخذ في الاعتبار جبال And الموجودة في وضع حماية لمدنهم فيجب الا ندهش لكون الانكا ماهرين في صناعة السلالم، فالسلالم الواسعه تعهدت مهمة الشوارع الرئيسية التي تربط الازقة الموجودة على مستويات مختلفة في المستوطنات ببعضها البعض.هذا النوع من السلالم يظهر في الشرفات التي أستخدموها لزراعة أكثر، كانت درجات سلالم الانكا تتكون بوجه عام من المعالجة الدقيقة للاحجار الصغيرة المصفوفة بجوار بعضها البعض لكن في بعض الاحيان إذا وجد حجر مناسب كانوا ينحتون الصخر في شكل السلم ويحصلوا على درجات السلم التي يرغبون بها. أحيانا أيضا وبشكل بسيط كانوا يحتفظون بعدة احجار موجودة بجدار ما على التوالى ويصنعون درجات طائرة.

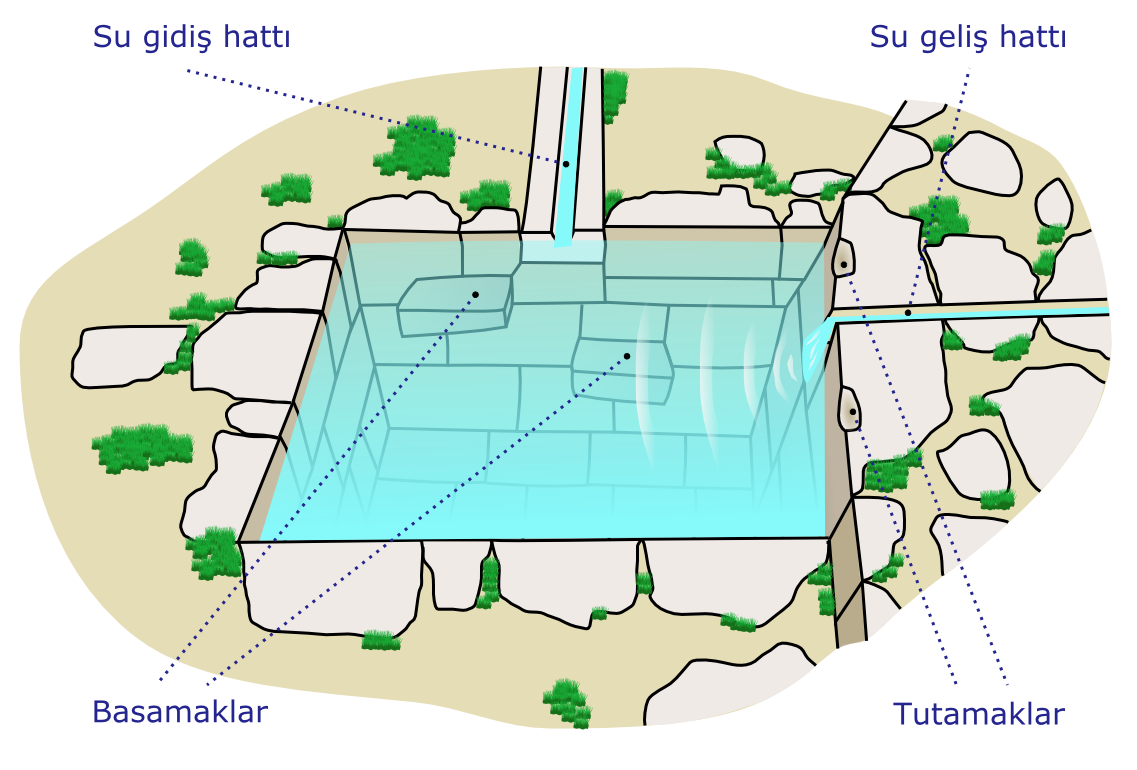
رسم جرافيكى يوضح حوض للانكا والذي يعد واحد من العناصر الهامة للهندسة المعمارية لحضارة الانكا

## الأحواض والنافورات
طوّف الانكا المياه في محيط الابنية التي أنشأوها من خلال الاحواض والنافورات، فعلى الرغم من إنشاء العديد من النافورات كحوض احادى أو كحوض طقوس فان الهدف الاّولى لهذه الاحواض هو مواجه الحاجة لمياه الشرب. كانت تُحمل المياه بطريقة تربط الاحجار المجهزة في شكل خطوط انابيب والمنحوتة لداخلها أو من شقوق منحوتة لداخل الكتل الصخرية تربطها ببعضها البعض.
وخارج مدينة بعدة كليو مترات يوجد أطلال Tambomachay المعروفة كحوض للانكا، كما ان هناك يوجد العديد من الجدران الضخرية على ارتفاعات مختلفة والمزودّة بمحراب مزيّن.وعلى هذه المبانى توجد شلالات سريعة وتأتى مياه هذه الشلالات من القنوات المخفّية داخل المبانى. وعلى أقل تقدير فأن هذا المبنى الذي ظل جزء منه باقى إلى يومنا هذا هو واحد من أروع حمامات الانكا.
القناة المائية مثلما سيمكن أستخدامها لتغذية نافورة ما كما في Baño de la Ñusta الموجود في Ollantaytambo فانها كانت من الممكن ان تُستخدم احيانا في شكل سيغذّى نافورة أو حوض متسلسل، فال16 نافورة المتصلة بشكل متسلسل والذي تم انشاءهم بشكل منفصل عن بعضهم البعض في مدينة Machu Picchu هم من أجمل الامثلة على هذا.

## المجالات التي تميّزت بها الهندسة المعمارية لحضارة الانكا
على الرغم من وصول العديد من الامثلة الجميلة للهندسة المعمارية لحضارة الانكا إلى يومنا هذا فانهم كانوا أكثر تفوقا وفقا للانواع الآخرى المسرودة بالأسفل

### المدن

#### Kuzko) Cuzco)
المادة الأصلية: Cusco
هي مدينة قديمة تداخلت مع المدينة الحديثة التي اُسّست بناء على يومنا هذا، فنتيجة لكونها عاصمة الأنكا فقد أنشأوا بها وبمحيطها أهم قصور ومعابد الأنكا.وبعد أن استولى عليها الغزاه الأسبان وعلى الرغم من الدمار الهائل فانها لا تزال حصن لعشرات العناصر المعمارية التي تستحق الزيارة.

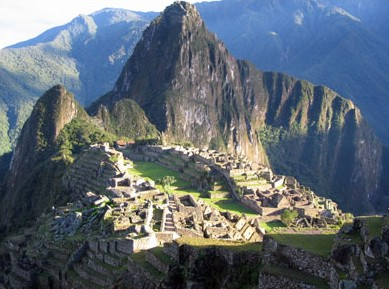
Maçu Piçu

#### Machu Picchu) Maçu Piçu)
المادة الأصلية:Machu Picchu
أُنشأت بوادى Urubamba على قمة أحد جبال And على ارتفاع 2.360 متر وعلى مسافة 88 كم من مدينة Cusco ببيرو.فقد أنشا هذه المدينة Pachacutec Yupanqui أحد حكام الانكا حوالى عام 1450، واثناء احتلال الغزاه الأسبان لهذه المنطقة ولوجود هذه المدينة بين العديد من الجبال لم يلحظها الغزاه الاسبان ولهذا لم تتضرّر.فالغالبية العظمى للمبانى الموجودة في المدينة أُنشأت بأحجار البناء وهي اسلوب الإنشاء النموذجى لمعمارية الانكا، ففى هذه الطريقة تُجمّع كتل الضخر المنحوتة مع بعضها البعض بدون أستخدام طين البناء في الفراغات.

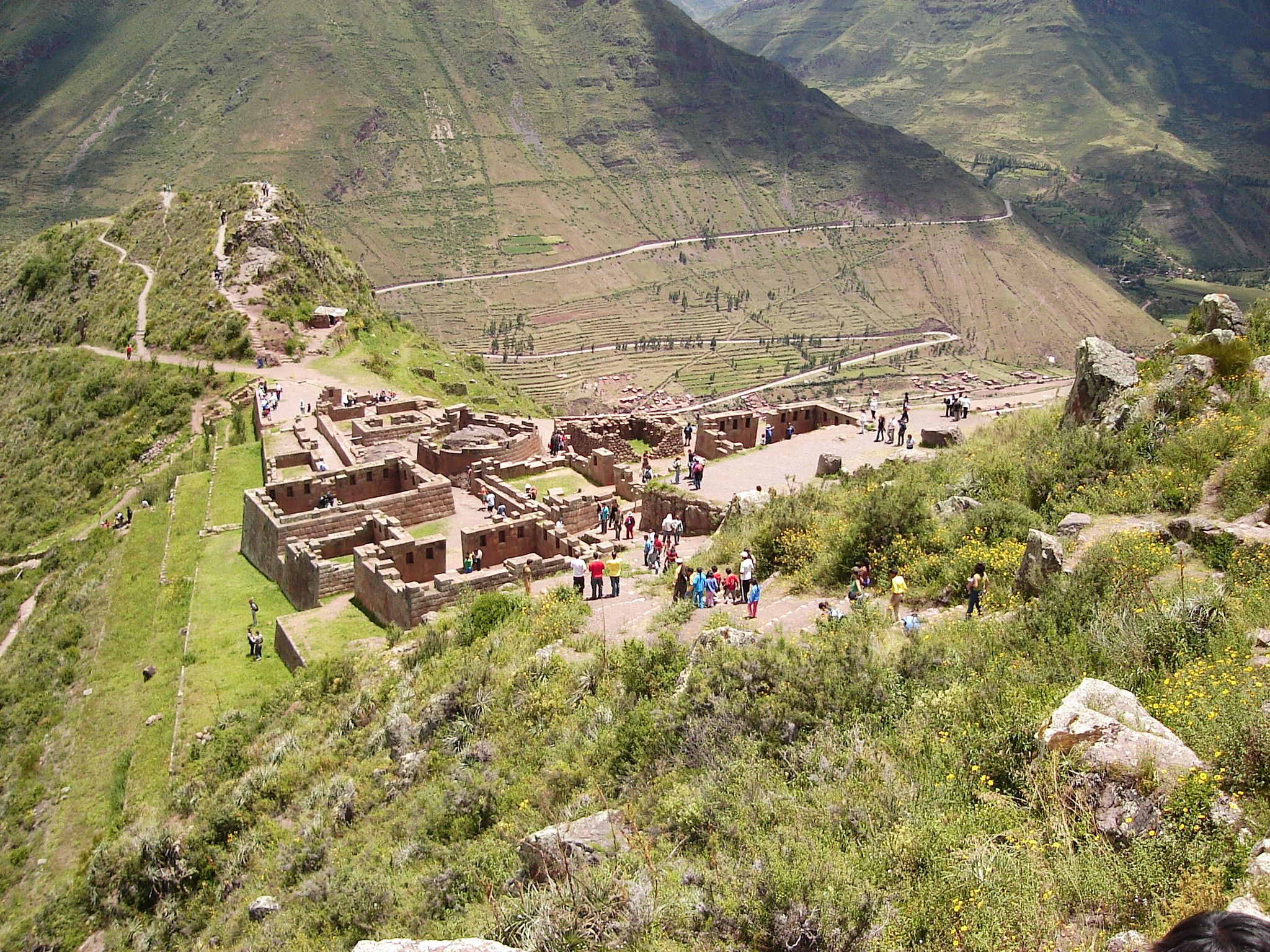
Pisak

#### Pisak) Pisac)
المادة الأصلية:Pisac
هي قرية من قرى بيرو الموجودة بالوادى المقدس المطل على نهر Urubamba ، حيث تشتهر هذه القرية و.. التابعة للانكا والتي تحتل مكان على الهضبة الموجودة بمدخل وادى المنطقة تشتهران بالأطلال.والبقايا تتجمع في 4 مجموعات بامتداد حافة هذه الهضبة:: Pisaka, İntihuatana, Kallakasa و Kinçirakay ، ففى İntihuatana يوجد العديد من الحواض والمعابد وفي معبد الشمس أُنشأ مذح الشمس الذي يرتكز كل اهتمامهم عليه والمنحوت من صخر بركانى من أجل اله الشمس.ويُعتقد أن زوايا جوانب المبنى الاساسى لهذا المذبح أنشأت على ظاهرة فلكية.أمّا Kallakasa التي أُنشات على شرفة طبيعية فتقوم بوظيفة الحصن.

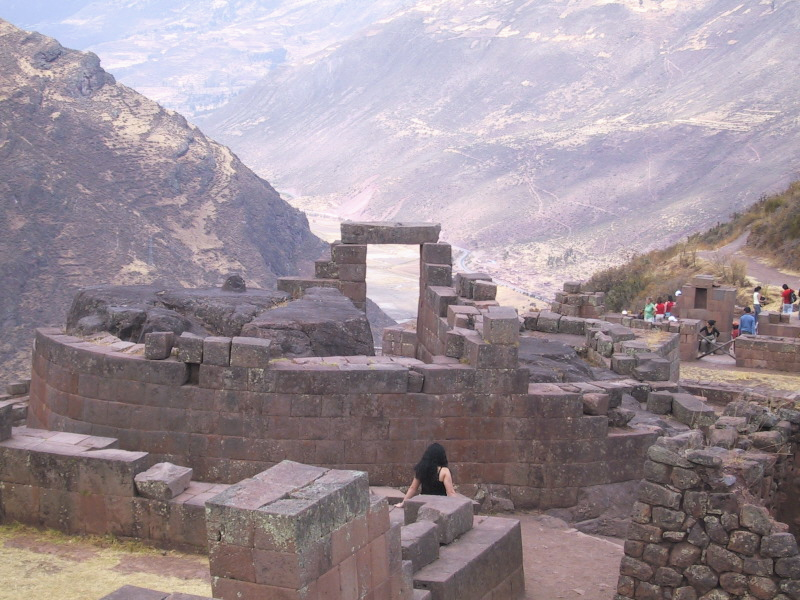
مثال على الهندسة المعمارية الدائرية للانكا في Ollantaytambo

#### Ollantaytambo
المادة الأصلية: Ollantaytambo
هي موقع أثرى يقع شمال غرب مدينة Cuzco بنحو 60 كم وهي أسم شائع لبلدة، فهى مدينة ومركز مراسمى أسّسه الإمبراطور Pachacuti الذي أستولى على المنطقة في حقبة إمبراطورية الأنكا. اما في زمن الغزاة الاسبان أستخدمها مقاومو الانكا الموجودين بقيادة Manco İnka Yupankui كقاعدة. ومن ناحية الخصائص المعمارية للبقايا التي وصلت ليومنا هذا فهى واحده من المراكز السياحية للأنكا الرائجة في يومنا هذا.

#### Raqchi) Rakçi)
المادة الأصلية:Raqchi
تحتل بقاياRakçi مكان على ضفة نهرVilcanota وتقع على ارتفاع يتراوح بين 3450 و3550 متر من سطح البحر.أهم وأشهر مبنى موجود داخل بقاياها هو معبد (Virakoça (Wiracocha ، فهذا المبنى بمعمارية المختلفة والخاصة به هو مثال للهندسة المعمارية للانكا التي تستحق الزيارة.كما أن الجدار الكبير الموجود بنفس المنطقة والمبانى ذات الشكل الكروى الموجود بالاحواض وكذلك شكل الطقوس مثيرة وممتعة، فعلى الرغم من الدراسات القليلة التي قام بها المؤرخين للمنطقة فان أحد النقاط التي توصل اليها المؤرخين سويا أنها تلقت جراء حريق كبير في فترة حكم İnka Tupak Yupankui وزوجته Çimpu Okllo لدرجة أن المؤرخ Pedro Cieza de León يصف هذه الواقعة بتحول الاحجار إلى رماد.

### العناصر الأخرى

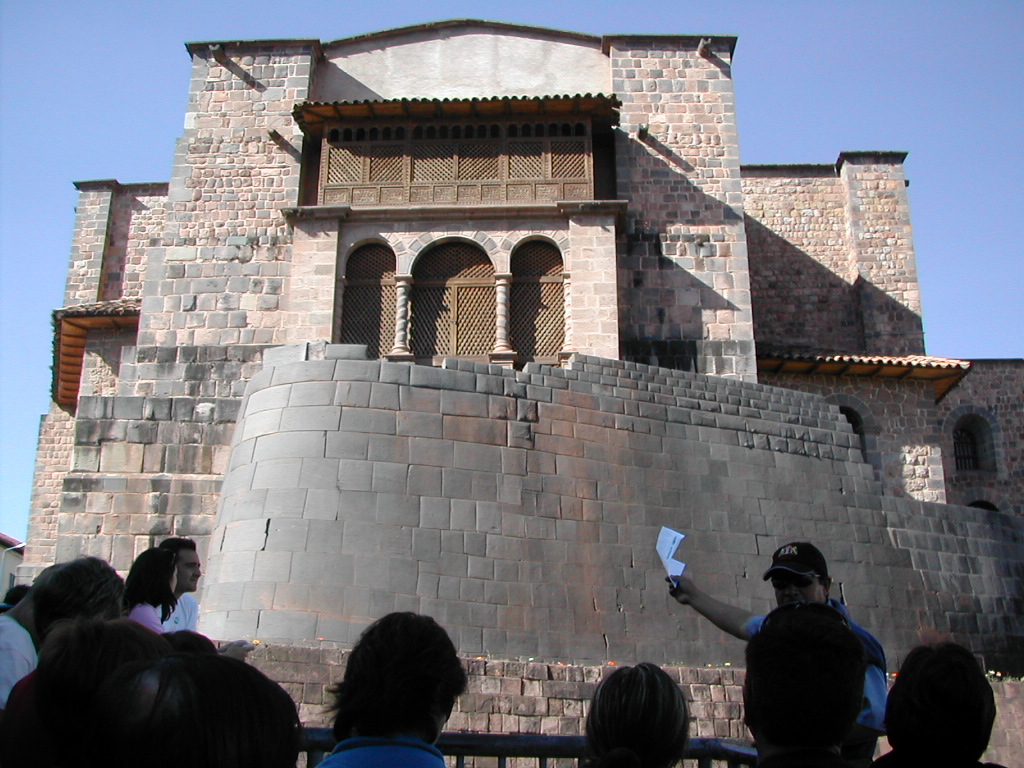
معبد Korikança

#### Coricancha) Korikança)
المادة الأصلية:Coricancha
كان İnti Kança (معبد الشمس) هو الاسم الاصلى لمعبد Korikança (وهو يقرأ في لغة Quechua كKuri Kança ويعنى الفناء الذهبى) وكأهم معابد إمبراطورية الانكا كُرّس إلى İnti اله الشمس، كما كان أكثر المعابد الموجودة في مدينة Cuzco ببيرو قدسية واحتراما. فقد كانت جدرانه وارضياته في وقت ما تُطلى بالذهب أمّا في فناءه فكان يوجد تماثيل ذهبية.وأوضح المؤرخون الأسبان ان هيبته وعظمته كانت على أبعاد لا تصدّق، كما أن أغلبية الذهب الموجود في.. كان يُجمع لملء غرفة الفدية من أجل Atahualpa .

#### Chullpa) Çulpa)
المادة الأصلية: Chullpa

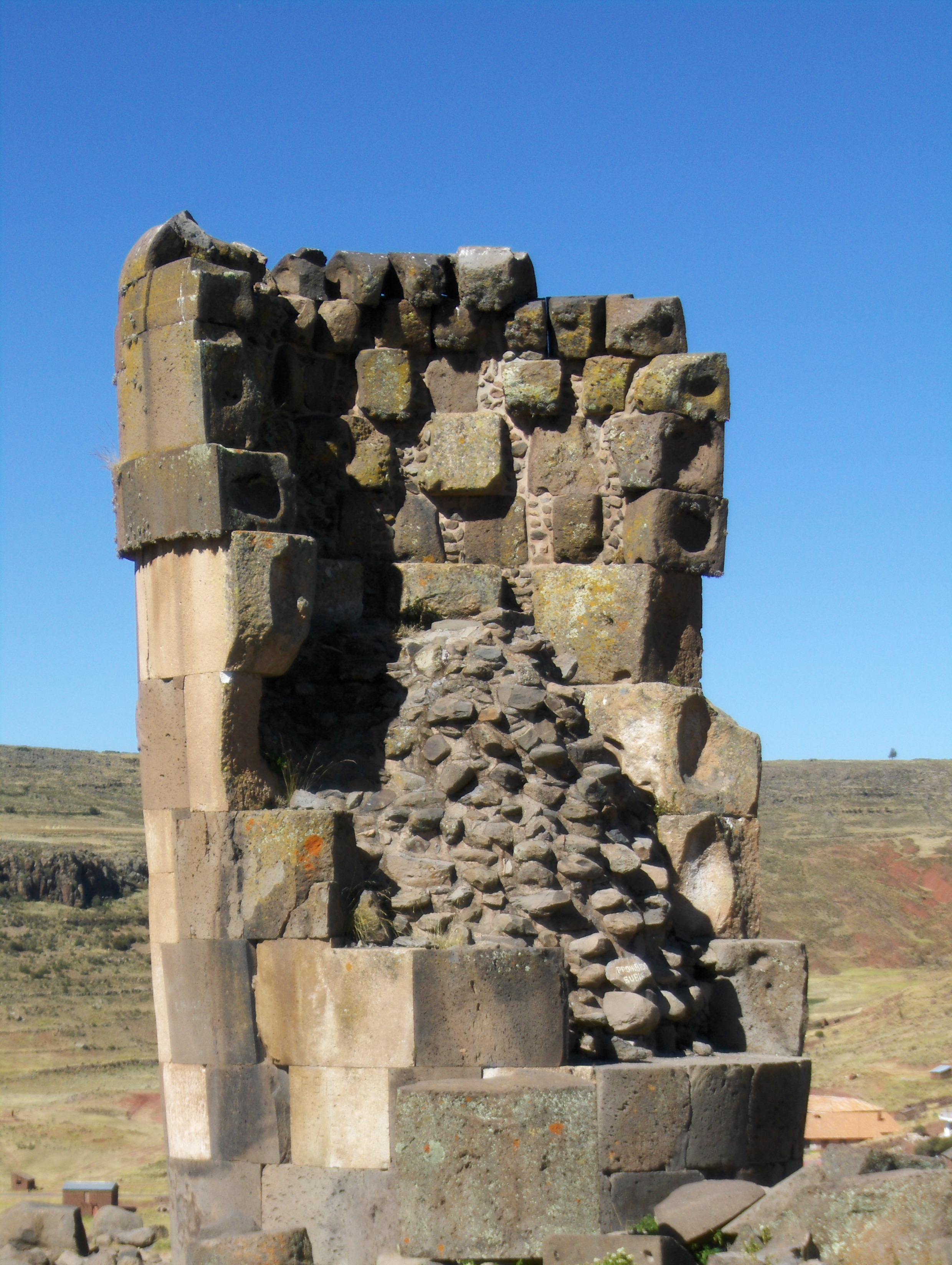
أحد الChullpa الموجودة في Sillustani' على مقربة من بحير Titicaca

من أهم عناصر ثقافة عبادة الأسلاف وآيمارا النسب akrabalık Aymara ، فقد أُنشأت لتاكيد الارتباط بين الحياة والموت. فالجزء الداخلي من هذه المقابر أُنشأ على شكل رحم امراة نموذجى ووضعت الاجساد التي تم تحنيطها بداخله في وضع الجنين بشكل يرمز إلى الميلاد من جديد، كما نُحتت شخصيات السحلية على بعض ال Çulpaların(تطلق وضعية الهوكر على هبوط الموتى إلى التابوت في الوضع الموجود بالرحم الرئيسى ويُقابل هذا أيضا في Alacahöyük). قدرة السحالى على أنتاج ذيولهم المقطوعة من جديد كانت سببا للنظر اليهم كرمز للحياه.المدخل الوحيد للÇulpaların يوجد في اتجاه الشرف كغالبيه المعابد اليونانية القديمة وكسبب لهذا يُعتقد أنه يرمز للشمس التي تُولدها الأرض الأم كل يوم.

#### الوادى المقدس
المادة الأصلية:Kutsal Vadi
الوادى المقدس أو وادى Urubamba هو وادى يوجد على مقربة من مدينة Cuzco عاصمة الانكا ويوجد على جبال And ببيرو، فالوادى يحد كافة الساحات الواقعة على الخط بين Pisac و Ollantaytambo والواقعة على نهر Urubamba (ويعرف بأسماء أخرى كنهر Vilcanota أو نهر Willkamayu القدسى).ويعذى الوادى العديد من الانهار الصغيرة والكبيرة ويحتوى بداخله على العديد من المواقع الآثرية للانكا، فأهم سبب لاعتناء الانكا الزائد بهذا الوادى هو امتلاكه لخصائص اقليمية وجغرافية خاصة جدا كما انه يحمل خاصيه كونه أهم مركز حيوى طبيعى للامبراطورية وكذلك أهم منطقة لانتاج القمح.

#### Moray laboratuvarı
المادة الأصلية: Moray laboratuvarı

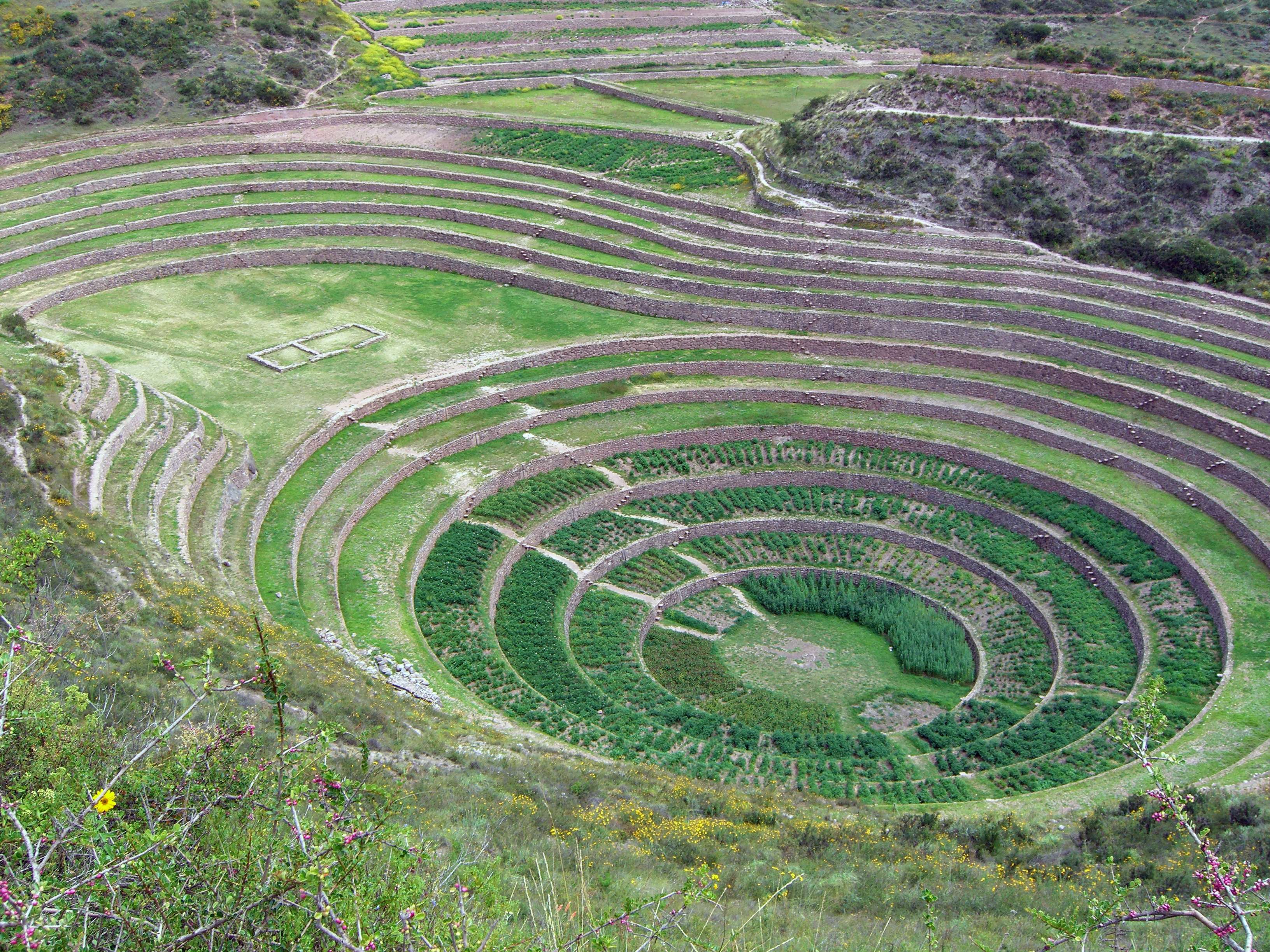
مدرجات الانكا الزراعية النادرة والموجودة في Moray

إن Moray laboratuvarı هي واحدة من أكثر بقايا الانكا ندرة والتي تقع على مسافة حوالى 50 كيلومتر من شمال غرب مدينة Cuzco ويكمن السبب في كونها نادرة انها تشكلت من مدرجات زراعية موجودة دخل البقايا ومتداخلة مع بعضها البعض في شكل دائرى كمدرج. ويُعتقد ان السبب في تسمية هذه البقايا بالمختبر أنها بُنيت لاختبار المحاصيل الزراعية المختلفة من حيث الحرارة المختلفة والارتفاع والرى، كما يوجد جزء من هذه المدرجات على عمق 100 متر وهذا يُعد سببا لوجود اختلاف في درجات الحرارة يصل إلى 5 درجات مئوية بين أعلى طبقة واسفل طبقة من هذه المدرجات.
وفى نفس الوقت وكما هو الحال في كافة المدرجات الزراعية لأنكا فانه توجد في هذه المدرجات أيضا قنوات مائية تستحق الزيارة، حيث كانت هذه القنوات تضمن وصول الماء من أجل الرى.

#### معبد Wiracocha
المادة الأصلية: معبد Wiracocha

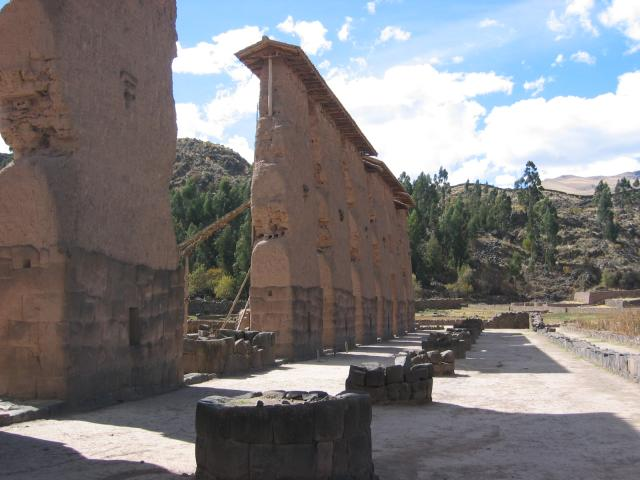
صورة من بقايا معبد Wiracocha

هذا المعبد الموجود في المنطقة الاثرية ب Raqchi هو واحد من أكثر أمثلة الهندسة المعمارية لأنكا تشويقا وتطبعا بها.يوجد به أعمدة أسطوانية الشكل وأربعة أفنية كبيرة ولا يوجد مثيل له في كافة جبال الأنديز. ويبلغ عرض قاعدة المعبد 25 متر بينما تمتد ل92 متر كما يحاط بجدار يبلغ أرتفاعه 12 متر ويوجد 22 عمود أسطوانى الشكل على كافة جانبيه.
وأستطاع ان يصل إلى يومنا هذا حوالى عمود واحد فقط من 22 عمود، حيث أن الجزء السفلى ذى أرتفاع 3,3 متر من هذه الاعمدة البالغ أرتفاعها 6 متر كان قد صُنع من صخر مصقول في حين أن الجزء الأعلى المتبقى كان قد صُنع من صخر لبن.وإذا اعتقد البعض أن المبنى كان يتكون من ثلاث طوابق بسبب وجود فراغات النوافذ عند مستويين مختلفين على مستوى اعلى من فتحات الابواب الموجود بمستوى مدخل المبنى فان البعض الأخر يزعم ان المبنى كان يمتلك عناصر مقاومة تُركت من أجل تحريك السطح الذي يُعتقد انها كانت ثقيلة كلما كانت الفتحات أعلى وبالتالى فان المبنى كان يتكون من طابق واحد.

#### Tipon
المادة الأصلية: Tipon
هي واحدة من أفضل المناطق الأثرية العاكسة للتكنولوجيا المتطورة التي توصلت اليها إمبراطورية الإنكا في هندسة الماء، حيث تقع على وادى نهر Huatanay الموجود أسفل مدينة Cuzco عاصمة الإنكا وأُنشأت محاطة بجدران من اجل نبلاء الإنكا كما تبلع مساحتة حوالى 2000 فدان ذاتيين التغذية . أُستخدم هذا الموقع الاثرى للزراعة على مدار حوالى 450 سنة كأحد أكثر امثلة هندسة الإنكا تميّزا والمتقدمة في مجال الزراعة والرى . المبانى والاحواض والنافورات وكافة المبانى الضخمة الأخرى صُممت بشكل ملائم للجبال المحيطة بصورة مرئية وكذلك وظيفية، فالمياه والأرض والزراعة والهيكل الطوبوغرافى صُمّم في صورة ستشكّل حديقة مائية.